# Друк Десі
Друк Десі (англ. Druk Desi, Deb Raja, Regents) — найменування світських (адміністративних) правителів Бутану в XVII—XX століттях нашої ери.
У XVII столітті Шабдрунг Нгаванг Намґ'ял об'єднав Бутан і ввів систему управління державою, в якій для управління релігійною організацією був призначений Дже Кхемпо (головний монах), а для цивільного управління — Друк Десі (свого роду прем'єр-міністр). Країна була розділена на регіони, керівниками яких призначалися пенлопи (приблизно відповідає губернатору). Для місцевого управління нижче пенлопів призначалися дзонгпонси (англ. Dzongpons).
Вважається, що після смерті Шабдрунг Нгаванг Намґ'яла в 1651 році, поки шукали наступника (перевтілення) Шабдрунга, його смерть приховували протягом 50-ти років. Спочатку це викликало труднощі, але поступово влада перейшла до Друк Десі, після чого відбулися громадянські війни. Проблема передачі влади перевтіленим Шабдрунгам полягала в тому, що перевтілення були неповнолітніми і до їх вісімнадцятиріччя влада здійснювалася Друк Десі, які не хотіли розлучатися з набутою владою, тому влада Шабдрунгів поступово ослабнула, а Друк Десі поступово втратили контроль над місцевими правителями і пенлопами. Країна перетворилася на групу напівнезалежних регіонів під управлінням пенлопів. Але в цілому ідентичність країни зберігалася, як і можливість возз'єднання.
З приходом до влади династії Вангчук і встановленням монархії в 1907 році поняття Друк Десі було скасовано. У п. 2 ст. 2 Конституції Бутану 2008 року було записано, що принцип дуального управління державою дотримується тим, що король Бутану є буддистом.
Найменування Друк використовується в різних контекстах в Бутані: назва країни Друк Юл, домінуюча етнічна група знана як Друкпа і титул короля називається Друк Г'ялпо.
Іноді Друк Десі називали словом Десі з додаванням його імені.